# Dražen Mužinić
Dražen Mužinić (Split, 25. siječnja 1953.) je bivši hrvatski nogometaš i državni reprezentativac Jugoslavije. Igrao je na položaju veznog igrača.
Veći dio svoje karijere igrao je u domaćem prvenstvu. 
S Hajdukom je osvojio četiri naslova prvaka, pet kupova i nastupio je za Jugoslaviju 32 puta.
Menedžer Norwich Cityja John Bond ga je doveo u svoj klub 1980. godine za 300.000 funta, najviše što je taj klub dotada dao za jednog igrača.
Njegove igre u Norwichu se nisu pokazale dobrima. Nikako nije ulazio u formu, a također nije govorio engleski, što je na trenutke komunikaciju s njim činilo nemogućom. U jednom susretu, Bond je morao angažirati osobu sa  sveučilišta Istočne Anglije – za prosljeđivati naputke Mužiniću s crte igrališta.
Mužinić je 23 puta nastupio za Norwich, 17 puta u početnoj postavi i 6 puta kao zamjena. Nije postigao ni jedan pogodak. Prvi put je zaigrao za klub 13. rujna 1980., a njegov zadnji nastup za Norwich je bio 28. prosinca 1982. godine. Dotada je Bond otišao iz Norwicha voditi Manchester City. Njegov nasljednik, Ken Brown, otkazao je ugovor s njime koncem sezone 1981/82. 
Bond je priznao da nije vidio Mužinića kako igra, te da ga je doveo temeljem njegove reputacije. Nato je tadašnji Norwichev igrač Justin Fashanu rekao „Mislim da nismo doveli Mužinića, mislim da su nam poslali njegovoga mljekara.”
Poslije je radio kao skaut Hajduka.
Statistika u Hajduku
| Natjecanje        | Nastupi | Zgoditci |
| ----------------- | ------- | -------- |
| Prvenstvo         | 280     | 13       |
| Kup               | 29      | 2        |
| Superkup          | 0       | 0        |
| Međunarodne       | 36      | 2        |
| Splitski podsavez | 0       | 0        |
| Ukupno            | 345     | 17       |
| Prijateljske      | 163     | 11       |
| Sveukupno         | 508     | 28       |